# ما قبل الجنين
ما قبل الجنين هو مصطلح نباتي استخدم لعدة قرون، للدلالة على سلسلة من الخلايا التي تتشكل بعد التخصيب داخل البُذيرة للنباتات المزهرة، وذلك قبل تكوين الجنين.
وحصل هذا المصطلح نفسه في الآونة الأخيرة على معنى أكثر شمولًا، مع الإشارة إلى خلايا البيض البشرية (البويضة) التي تُخصب ولكن لا تُغرس في الرحم. حيث يعتبر هذا المعنى الأكثر حداثة مرادفًا لـ "البيضة المخصبة الصغيرة" Preembryo" أو "Pre-embryo"  ويتوافق مع مراحل المصطلحات الأكثر قبولًا، وهي اللاقحة والكيسة الأريمية.

## البيضة المخصبة الصغيرة في سياق النمو البشري
البيضة المخصبة الصغيرة هي الحمل البشري على الأقل بين التخصيب والغرس والمعروف أيضًا بمجموعة الخلايا التي تتكون في البويضة قبل تشكيل الجنين. وكثيرًا ما يتم وصف الحمل بين التخصيب والغرس بالجنين.
فحتى بعد البدء في الغرس، فربما تظل البيضة المخصبة (والخلايا في البويضة) حتى يتم تكوين التلم البدائي. ويبدأ الغرس بعد حوالي ستة أيام من عملية التخصيب ويستمر لمدة أسبوع تقريبًا، وخلال هذا الوقت يحدث تكوين التلم البدائي.
وقد أثار استخدام هذه المصطلحات في مجال النمو البشري معارضي أبحاث الأجنة والعلماء الذين اعتبرو هذا التصنيف باطلاً وغير ضروري. لذا يعتبر هذا هو أحد المبررات التي قُدمت لتمييز الحمل البشري المُخصب في وقت مبكر عن الجنين، حيث يكون هناك إمكانية أن ينقسم الحمل إلى التوائم المتماثلة قبل الغرس، وهكذا (ذهبت الحُجة) فإن الحمل لا يمكن النظر إليه قبل الغرس مثل الكائن الحي الفردي. ويُظهر الحمل السابق للغرس مع ذلك نشاطًا ذاتيًا الذي أدى إلى التأكيد على أنه من الجنين.
وذكر التقرير الذي أعدته معاهد الصحة الوطنية الأمريكية في الولايات المتحدة أن الحمل يمكن أن يكون كل من الجنين السابق للغرس والبيضة المخصبة الصغيرة في نفس الوقت. ومع ذلك، فقد كتبت آن كيسلينج (بالإنجليزية: Ann Kiessling)‏ (رئيسة قسم أبحاث الخلايا الجذعية) أن هذه الفئات غير دقيقة.

## الحواشي
1. ↑  Webster's Revised Unabridged Dictionary, (1913). نسخة محفوظة 30 ديسمبر 2017 على موقع واي باك مشين.
2. 1 2  Spallone, Patricia. “Bad Conscience and Collective Unconscious: Science, Discourse and Reproductive Technology” in Rosenbeck, Bente et al. Forplantning, køn og teknologi, pages 131-132 (Museum Tusculanum Press 1995). نسخة محفوظة 12 مارس 2020 على موقع واي باك مشين.
3. ↑  Dyson, Anthony and Harris, John. Ethics and Biotechnology, page 94 (Routledge 1994). نسخة محفوظة 5 يناير 2016 على موقع واي باك مشين.
4. ↑  Pickering, Neil and Evans, Donald. Creating the Child , page 39 (Martinus Nijhoff Publishers 1996). نسخة محفوظة 14 أبريل 2020 على موقع واي باك مشين.
5. ↑  Steinbock, Bonnie. “Life Before Birth,” pages 50 and 214-215 (Oxford University Press 1992). نسخة محفوظة 14 أبريل 2020 على موقع واي باك مشين.
6. ↑  Mulkay, Michael. The Embryo Research Debate, page 31 (Cambridge University Press 1997). نسخة محفوظة 11 مايو 2020 على موقع واي باك مشين.
7. ↑  Braude, Peter. “Preimplantation Genetic Diagnosis and Embryo Research-Human Developmental Biology in Clinical Practice,” International Journal of Developmental Biology , volume 45, page 607 (2001). نسخة محفوظة 05 يناير 2010 على موقع واي باك مشين.
8. ↑  Ashley, Benedict and O’Rourke, Kevin. Ethics of Health Care: An Introductory Textbook, page 127 (Georgetown University Press 2002). نسخة محفوظة 11 مايو 2020 على موقع واي باك مشين.
9. ↑  Report of the Human Embryo Research Panel of the National Institutes of Health (1994). نسخة محفوظة 23 سبتمبر 2009 على موقع واي باك مشين.
10. ↑  Kiessling, Ann. What is an Embryo?” Connecticut Law Review 36 (4): 1051–93. نسخة محفوظة 15 يونيو 2016 على موقع واي باك مشين.